# Domènec Castellet
Domènec Castellet (de vegades anomenat en català Domingo Castellet) (Esparreguera, Baix Llobregat, 7 d'octubre de 1592 - Nagasaki, Japó, 8 de setembre de 1628), va ser un frare dominic, missioner al Japó, on va morir màrtir. Va ser beatificat pel papa Pius IX en 1867.

## Biografia
Amb el nom de Francesc Pau Castellet i Vinyals havia nascut el 7 d'octubre de 1597 a Esparreguera, a una casa enderrocada en 1935, just on avui s'aixeca la biblioteca pública de la vila, anomenada Biblioteca Beat Domènec Castellet. Els seus pares eren Vicenç Castellet i Lluïsa Vinyals.
De petit, va entrar al convent de Santa Caterina de Barcelona, de l'orde dels predicadors i als 16 anys, el 23 d'octubre de 1608, va fer-se frare dominic, canviant el seu nom de pila pel de Domènec, com era el costum llavors.
Va ampliar els seus estudis a Segòvia, al convent de Santa Cruz. Des d'allí, va demanar d'anar com a missioner. Primer va anar a Mèxic, on va ser gairebé dos anys fins que, el 27 de març de 1615, va embarcar a Acapulco per anar a Manila (Filipines). S'hi estigué durant sis anys, essent destinat als pobles de Patta, Fottol i Malfotan, que formaven part de l'anomenada Província del Santíssim Rosari. En 1621 va voler anar a predicar al Japó, on feia poc que havien estat martiritzats els missioners cristians que hi havien anat.
El 7 d'agost de 1867 va ser beatificat, juntament amb altres 214 màrtirs cristians del Japó, la majoria dominics i franciscans. La seva festa litúrgica és el 10 de setembre, tot i que a Esparreguera se celebra l'aniversari de la mort, el 8 de setembre.
És un beat amb molta devoció a Esparreguera, on és conegut com "el beat" per antonomàsia. En 1994 s'hi estrenà una obra escènica: Domènec: retalls biogràfics de la vida de Domènec Castellet i Vinyals, escrits per a poder ésser representats amb text d'Enric Martínes i música de Francesc Prat.